# Étienne Eustache Bruix
Étienne Eustache Bruix, né en 1759 à Fort Dauphin dans la colonie française de Saint-Domingue et mort en 1805 à Paris, est un marin et homme politique français du XVIIIe siècle. Colonel-général-inspecteur des côtes de l'Océan, grand-officier et chef de la 13e cohorte de la légion d'honneur. Il occupe le poste de Ministre de la Marine et des Colonies du 27 avril 1798 au 4 mars 1799.

## Biographie

### Origines et jeunesse
Issu d'une famille originaire du Tursan (Landes), établie à Saint-Domingue, dont plusieurs membres s'étaient distingués en servant dans les armées du royaume de France et du royaume d'Espagne, fils du baron Pierre de Bruix, officier, et de Marie Madeleine Cavelier de La Garenne, le jeune Eustache de Bruix aura à cœur de les imiter. En 1776, il s'embarque comme volontaire sur un vaisseau négrier commandé par le capitaine Landolphe. Il croise jusqu'au Bénin et aux Antilles.

### Guerre d'Amérique
Deux ans après (1778), il est garde de la marine, et effectue sa première campagne sur la frégate Le Fox, sous les ordres de son oncle de Cardaillac, avant d'embarquer sur La Concorde. Par la suite, il sert à bord de L'Annibal, 74 canons, sous les ordres du chef d'escadre La Motte-Picquet.
Pendant la guerre d'indépendance des États-Unis, il sert sous les amiraux de Guichen, d'Estaing, de Grasse et de Vaudreuil. C'est sous les ordres du comte de Guichen, pendant la campagne qu'il fait contre l'amiral anglais Rodney, l'un des plus célèbres amiraux anglais, que Bruix a, pour la première fois, l'occasion d'observer d'une manière générale la tactique navale, objet de ses méditations futures. Il servait alors à bord de La Médée.
Il est fait enseigne de vaisseau, et servait à bord du vaisseau L'Auguste, lorsque la Paix de Paris met un terme aux combats en 1783. L'année suivante, il est nommé commandant du Pivert, à Saint-Domingue, et il est chargé, avec Monsieur de Puységur, d'établir les cartes destinées à retracer les côtes et les débouquements de l'île.
En 1789, à Brest, il épouse Gabrielle Richard-Duplessis, fille du négociant Joseph Augustin Richard-Duplessis, et de Gabrielle Louise Bertrand, dame de Keranguen. Petite-fille du recteur de l'université de Nantes Bonaventure Richard du Plessis, elle est la sœur du maire Joseph-Augustin Richard-Duplessis.

### Officier de marine sous la Révolution et sous l'Empire
Lieutenant de vaisseau en 1789, au début de la Révolution, il devient membre de l'Académie de marine, en 1791. La même année, il obtient le commandement du brick Le Fanfaron, avec lequel il croise dans la Manche. Fin de 1792, il remplit, à bord la frégate La Sémillante, une mission aux Indes occidentales (Antilles). Capitaine de vaisseau le 1er janvier 1793, il prend le commandement de L'Indomptable avant d'être destitué en raison de ses origines noble au mois d'octobre suivant.
Retiré dans les environs de Brest, il rédige un mémoire sur les Moyens d'approvisionner la marine par les seules productions du territoire français que Napoléon Bonaparte lit et apprécie.
Rappelé au service en 1795, il est employé de nouveau sous le ministère de la Marine Truguet qui lui confie l'Éole jusqu'au moment où il est envoyé sur l'escadre de Villaret-Joyeuse, en qualité de major général. Il part au secours de l'amiral Vence, attaqué près de Groix.
Eustache Bruix est chef de division adjoint à l'amiral Morard de Galles durant l'expédition d'Irlande. Le général Hoche le remarque et le fait nommer contre-amiral en mai 1797.

### Ministre de la Marine et des Colonies

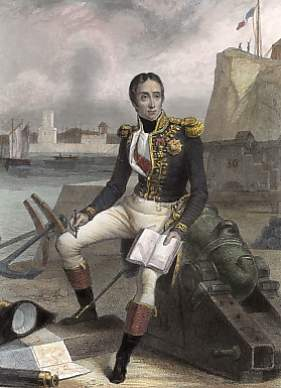

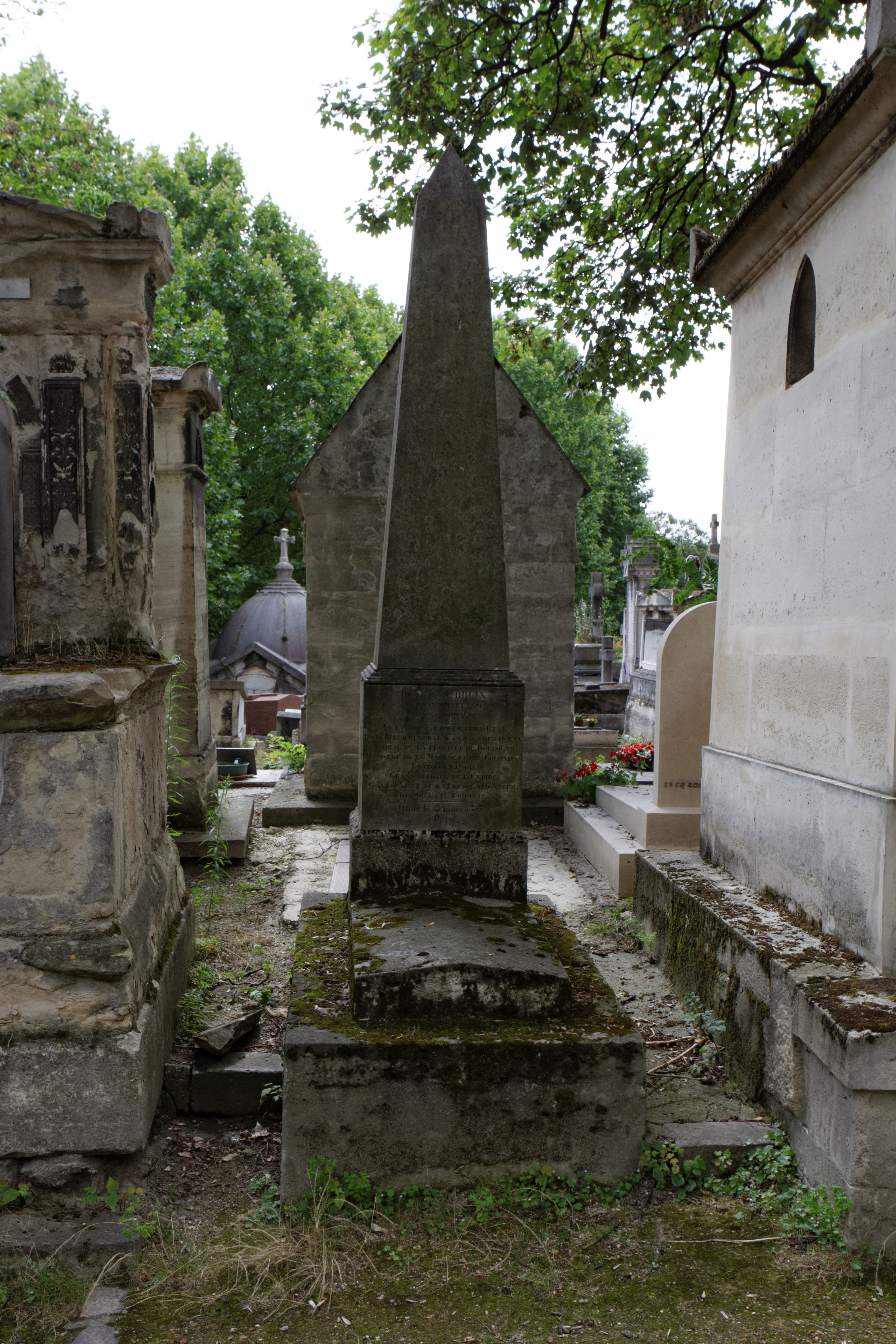
Tombe au cimetière du Père-Lachaise.

Ministre de la Marine du 28 avril 1798 au 11 juillet 1799, il prend lui-même la tête de la flotte qui partie de Brest, et tente en vain de ravitailler l'Expédition d'Égypte. Il fait réintégrer dans la marine Nicolas Baudin avec le grade de capitaine de vaisseau, il sera son chef d'état-major. Masséna, assiégé dans Gênes, avait besoin de secours ; Bruix court à Brest où la flotte française était bloquée par les Anglais. Il s'embarque sur L'Océan avec Nicolas Baudin et profite d'un coup de vent qui disperse les vaisseaux ennemis, va ravitailler Gênes, rallie à son retour les Espagnols, et rentre avec eux dans le port de Brest. Après cette expédition hardie, Bruix rendit le portefeuille de la marine et prit le commandement de la flotte assemblée à l'île d'Aix, dans l'embouchure de la Charente, et qui devait faire voile pour l'Espagne. Mais l'ennemi renforça la croisière; l'amiral tomba malade, et la paix d'Amiens vint empêcher la flotte de sortir.
Vice-amiral, le 13 mars 1799, il est mis dans le secret du Coup d'État du 18 brumaire an VIII (9 novembre 1799). Napoléon Bonaparte le nomme amiral en 1801 et conseiller d'État en septembre 1802.

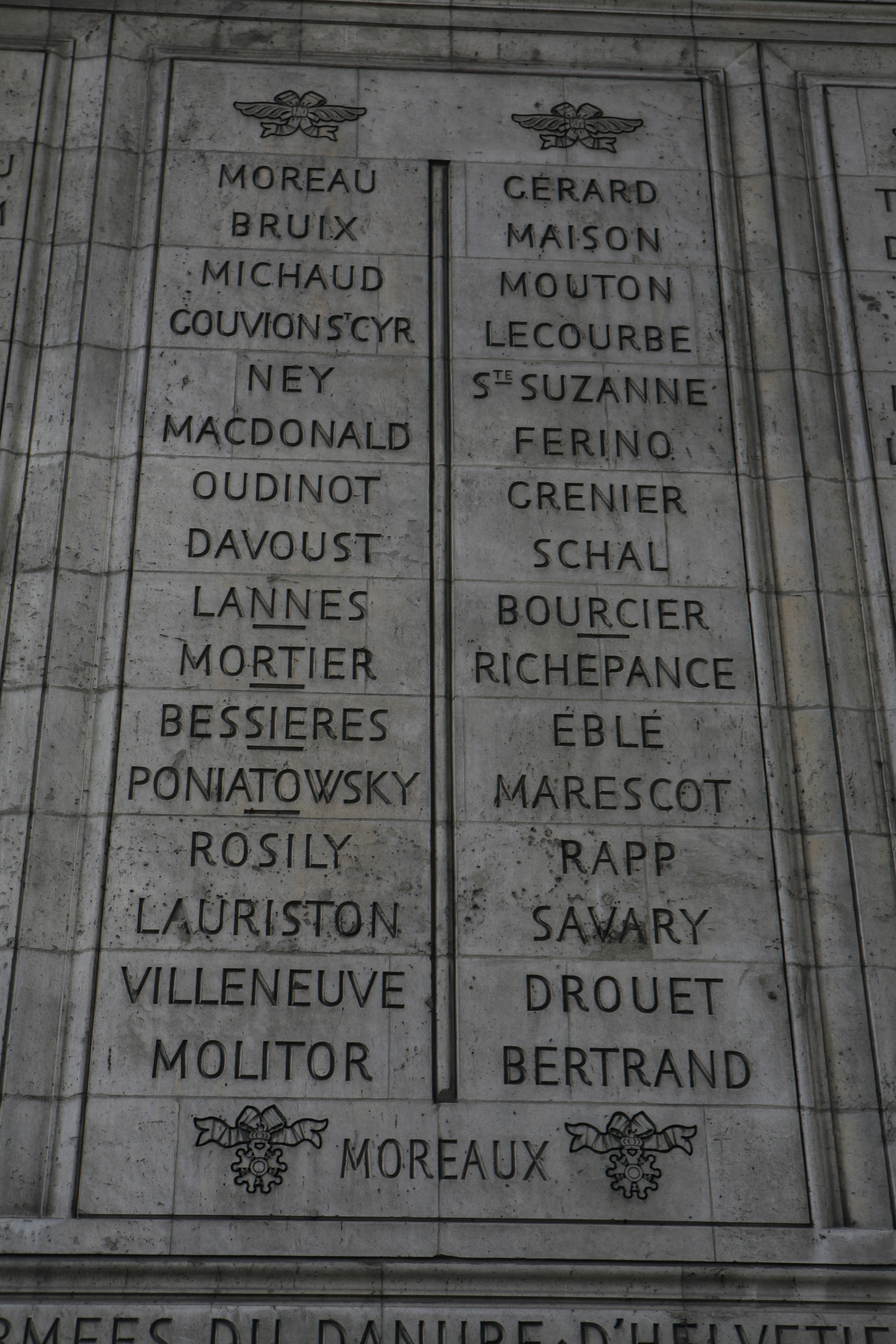
Noms gravés sous l'arc de triomphe de l'Étoile : pilier Est, 13e et 14e colonnes.

La guerre ayant de nouveau éclaté, Napoléon conçoit le projet d'une nouvelle descente en Angleterre, et, le 15 juillet 1803 il confie à Bruix le commandement de la flottille du camp de Boulogne qui devait transporter l'armée. Il y déploie toute son énergie mais est obligé de revenir à Paris où il meurt de la tuberculose le 18 mars 1805, à peine âgé de 45 ans.
Inhumé dans un premier temps dans l'ancien cimetière de Vaugirard à Paris, sa dépouille fut transférée au Père-Lachaise. Bruix repose dans la 36e division.

## Sources et bibliographie
- « Étienne Eustache Bruix », dans Charles Mullié, Biographie des célébrités militaires des armées de terre et de mer de 1789 à 1850, 1852 [détail de l’édition]
- Coll. Biographie nouvelle des contemporains sur Google Livres, Librairie historique, 1821, p. 538-542.
- Tugdual de Langlais, Marie-Etienne Peltier, Capitaine corsaire de la République, Éd. Coiffard, 2017, 240 p.  (ISBN 9782919339471). pp. 121-122.